# Fram2
Fram2 va ser una missió privada de vol espacial humà operada per SpaceX amb una nau espacial Crew Dragon en nom de l'empresari Chun Wang. Durant la missió, Wang i la seva tripulació íntegrament civil, Jannicke Mikkelsen, Rabea Rogge i Eric Philips, van ser llançats a una òrbita polar, el primer per a una missió de vol espacial humà. Durant la missió de tres dies, la tripulació va dur a terme investigacions científiques.

## Tripulació
La tripulació de Fram2 es va anunciar l'agost de 2024.
| Posició                           | Tripulació                            | Tripulació                            |
| --------------------------------- | ------------------------------------- | ------------------------------------- |
| Commandant missió                 | Chun Wang Primer vol espacial         | Chun Wang Primer vol espacial         |
| Commandant vehicle                | Jannicke Mikkelsen First vol espacial | Jannicke Mikkelsen First vol espacial |
| Pilot                             | Rabea Rogge · Primer vol espacial     | Rabea Rogge · Primer vol espacial     |
| Especialista Missió Oficial Mèdic | Eric Philips · Primer vol espacial    | Eric Philips · Primer vol espacial    |

## Missió
La missió va estudiar els pols de la Terra i el seu entorn espacial. Va ser una missió de vol lliure de la nau espacial Crew Dragon, que estava equipada amb la cúpula panoràmica adjunta que va volar per primera vegada a Inspiration4.
Inicialment, el Crew Dragon Endurance va ser seleccionat per a aquest vol, perquè comparteix el seu nom amb el vaixell d'exploració antàrtic d'Ernest Shackleton. No obstant això, a causa dels canvis en el manifest Crew Dragon, Endurance va ser assignat a Crew-10 i es va decidir volar el Fram2 amb Resilience. La missió es va llançar des del Launch Complex 39A al Centre Espacial Kennedy l'1 d'abril de 2025 a les 01:46:50 UTC (31 de març, 21:46:50 EDT, hora local al lloc de llançament).
La missió s'anomena Fram2 en referència i successió al vaixell d'exploració polar noruec Fram, el primer a completar expedicions tant al pol nord com al pol sud entre 1893 i 1912. La tripulació va portar un tros de la coberta de teca de la nau a l'espai.
La missió va entrar en una òrbita terrestre baixa amb un apogeu de 413 quilometres (257 mi) i un perigeu de 202 quilometres (126 mi) amb una inclinació retrògrada polar de 90,01°, la qual cosa la fa sobrevolar els dos pols de la Terra. Va batre el rècord anterior d'inclinació orbital més alta d'un vol espacial tripulat establert pel Vostok 6 el 1963.
A causa del llançament únic cap al sud, el programari de la nau espacial Dragon es va actualitzar amb nous escenaris d'avortament que impulsaria la càpsula lluny de les zones poblades de Florida, Cuba, Panamà i Perú per fer un aterratge a l'aigua.
La tripulació tenia previst observar i estudiar fenòmens semblants a les aurores, com ara STEVE i fragments verds, i fer experiments amb el cos humà, inclosa la primera radiografia d'un humà a l'espai. La tripulació també va intentar cultivar bolets d'ostra, els primers bolets que es van cultivar a l'espai. Rogge planeja [ necessita actualització ] una sèrie de transmissions d'imatges de televisió d'escaneig lent per ràdio amateur dirigides a grups educatius que competeixen en un esdeveniment anomenat Fram2Ham.
El doctor Christopher Combs, el degà associat d'investigació del Klesse College of Engineering and Integrated Design de la Universitat de Texas a San Antonio, va descriure la missió com "una osca per sobre d'un truc, però no exactament una fita innovadora", amb els experiments planificats descrits com oferint un valor científic limitat i que es poden dur a terme independentment de la ruta de vol. Tanmateix, per als membres de la tripulació, cadascun amb vincles amb l'exploració polar, la missió té un significat personal.
La missió va concloure amb un esquitxat a l'oceà Pacífic davant de la costa d'Oceanside, Califòrnia el 4 d'abril de 2025 a les 16:19:28 UTC (9:19:28 am PDT, hora local al lloc d'aterratge). Va ser el primer esquitxat al Pacífic per a una missió Crew Dragon. Mentre que les missions de càrrega de SpaceX Dragon 1 van aterrar anteriorment al Pacífic, les operacions de recuperació es van traslladar a l'est dels Estats Units el 2019 per accelerar el retorn dels astronautes i la càrrega crítica al Centre Espacial Kennedy. Tanmateix, aquest ajust va tenir una conseqüència no desitjada: s'esperava que el mòdul del tronc, llançat abans de la reentrada, cremés a l'atmosfera, però es van informar almenys quatre casos de restes del tronc a terra. Durant aquesta esquitxada de l'oceà Pacífic, el tronc va romandre enganxat més temps i es va dirigir cap a una zona remota de l'oceà anomenada Point Nemo (anomenat el cementiri de la nau espacial), on és poc probable que qualsevol residu que sobrevisqui a la reentrada causin danys.